# Era Artiga de Lin - Eth Portilhon
Era Artiga de Lin - Eth Portilhon este o arie protejată (arie specială de conservare — SAC, sit de importanță comunitară — SCI, arie de protecție specială avifaunistică — SPA) din Spania întinsă pe o suprafață de 7.047,87 ha, integral pe uscat.

## Localizare
Centrul sitului Era Artiga de Lin - Eth Portilhon este situat la coordonatele 42°40′17″N 0°43′00″E / 42.6713°N 0.7168°E.

## Înființare
Situl Era Artiga de Lin - Eth Portilhon a fost declarat sit de importanță comunitară în noiembrie 1996 pentru a proteja 47 de specii de animale. Alte tipuri de protecție:
- arie de protecție specială avifaunistică (în noiembrie 2001)[2]
- arie specială de conservare (în decembrie 2013)[1][3][4]

## Biodiversitate
Situată în ecoregiunea alpină, aria protejată conține 19 habitate naturale: Fânețe montane, Păduri montane și subalpine de Pinus uncinata (* dezvoltate pe substrat gipsos sau calcaros), Pajiști alpine și boreale, Pante stâncoase silicioase cu vegetație casmofită, Pante stâncoase calcaroase cu vegetație casmofită, Pajiști uscate europene, Păduri de fag Asperulo-Fagetum, Păduri de stejar sau de stejar și carpen sub-atlantice și medio-europene de Carpinion betuli, Păduri de fag acidofile atlantice, cu subarboret de Ilex și, uneori, de asemenea, Taxus, la nivelul arbuștilor (Quercion robori-petraeae sau Ilici-Fagenion), Ape oligotrofe din câmpii nisipoase, cu un conținut foarte redus de minerale (Littorelletalia uniflorae), Pajiști silicioase din Pirinei cu Festuca eskia, Grohotișuri silicioase de la nivelul montan până la nivelul zăpezii (Androsacetalia alpinae și Galeopsietalia ladani), Păduri montane și subalpine de Pinus uncinata (* dezvoltate pe substrat gipsos sau calcaros), Pajiști uscate seminaturale și facies de acoperire cu tufișuri pe substraturi calcaroase (Festuco-Brometalia) (* situri importante pentru orhidee), Liziere de ierburi înalte hidrofile de câmpie și de nivel montan până la alpin, Grohotișuri termofile și vest-mediteraneene, Păduri pe pante, grohotișuri și ravene de Tilio-Acerion, Formațiuni ierboase bogate în specii de Nardus, dezvoltate pe substraturi silicioase în zone montane (și în zone submontane, în Europa continentală), Pajiști alpine și subalpine calcaroase.
La baza desemnării sitului se află mai multe specii protejate:
- păsări (34): uliu porumbar (Accipiter gentilis gentilis), minunița (Aegolius funereus), fâsă de pădure (Anthus spinoletta), acvilă de munte (Aquila chrysaetos), șorecarul comun (Buteo buteo), caprimulg (Caprimulgus europaeus), mierla de apă (Cinclus cinclus), șerpar (Circaetus gallicus), porumbel gulerat (Columba palumbus), prepeliță (Coturnix coturnix), ciocănitoare neagră (Dryocopus martius), șoim călător (Falco peregrinus), vânturel roșu (Falco tinnunculus), cinteză (Fringilla coelebs), zăgan (Gypaetus barbatus), acvilă pitică (Hieraaetus pennatus), Lagopus muta pyrenaica, sfrâncioc roșiatic (Lanius collurio), Leiopicus medius, forfecuță gălbuie (Loxia curvirostra), gaia neagră (Milvus migrans), gaia roșie (Milvus milvus), mierlă de piatră (Monticola saxatilis), pietrar sur (Oenanthe oenanthe), Perdix perdix hispaniensis, pițigoi de brădet (Periparus ater), viespar (Pernis apivorus), Prunella collaris, Pyrrhocorax pyrrhocorax, mărăcinar (Saxicola rubetra), sitar de pădure (Scolopax rusticola), Tetrao urogallus aquitanicus, pănțărușul (Troglodytes troglodytes), mierlă gulerată (Turdus torquatus)
- mamifere (6): Galemys pyrenaicus, vidră de râu (Lutra lutra), liliac cu urechi de șoarece (Myotis blythii), liliacul mare cu potcoavă (Rhinolophus ferrumequinum), liliacul mic cu potcoavă (Rhinolophus hipposideros), urs brun (Ursus arctos)
- nevertebrate (6): Austropotamobius pallipes, fluturele de noapte (Eriogaster catax), fluturele auriu (Euphydryas aurinia), Euplagia quadripunctaria, rădașcă (Lucanus cervus), Rosalia alpina
- reptile (1): Iberolacerta bonnali

Pe lângă speciile protejate, pe teritoriul sitului au mai fost identificate 1 specie de plante, 1 specie de păsări, 3 specii de amfibieni, 10 specii de mamifere, 4 specii de reptile.